# Af Klercker
af Klercker är en svensk adlig ätt, som utgår från kyrkoherden Peter Reinhold Klerck (1700–1775) i Kågeröd och Stenestad i Skåne, vars tre söner adlades med namnet af Klercker.
- Carl Nathanael Klerck (1734–1817)  adlades 1780 med namnet af Klercker och introducerades 1781 under nummer 2132 på svenska Riddarhuset. Han upphöjdes, efter värdefulla insatser under Finska kriget, 1809 i friherrligt stånd. Denna gren, inom vilken friherrlig värdighet endast tillkom huvudmannen, utslocknade i Sverige 1848, men fortlevde på svärdssidan till 1868 i Finland, där en gren 1818 hade introducerats på Finlands riddarhus.

Carl Nathanaels bröder adlades senare och adopterades då på broderns nummer.
- Adolf Klerck (1746–1818) var artilleriofficer. Han blev ledamot av Krigsvetenskapsakademien och slutade som generalmajor i armén. Han blev 1787 som löjtnant adlad  och adopterad på brodern Karl Nathanael af Klerckers namn och nummer. Denna gren fortlever i Sverige med nummer 2132 B på svenska Riddarhuset.
- Gustaf Fredrik Klerck (1751–1812) var major vid arméns flotta och ledamot av Krigsvetenskapsakademien. Han adlades 1801 och adopterades likaledes på brodern Karl Nathanael af Klerckers namn och nummer. Gustaf Fredrik af Klerckers två söner dog i späd ålder och hans gren utslocknade således med honom själv.

Den 31 december 2013 var 53 personer med efternamnet af Klercker bosatta i Sverige.

## Personer med efternamnet af Klercker
- Adolf af Klercker (1746–1818), generalmajor
- Bertil af Klercker (1910–1986), jurist, direktör
- Brita af Klercker (1906–2001), konstnär
- Carl Nathanael af Klercker (1734–1817), general och friherre
- Carl-Henrik af Klercker (1903–1986), väg- och vattenbyggnadsingenjör
- Carl Ulrik af Klercker (1778–1828), militär och genealog
- Cecilia af Klercker (1869–1951), statsfru hos drottning Victoria
- Ernst af Klercker (1881-1955), generallöjtnant
- Fredrik af Klercker (1869–1941), diplomat
- Fredrik af Klercker (1908–1969), industriman
- Georg af Klercker (1887–1951), skådespelare, manusförfattare, regissör
- Gustaf Fredrik af Klercker (1751–1812), major
- Johan af Klercker (1883–1933), sportjournalist
- John af Klercker (1866–1929), botaniker
- Kjell-Otto af Klercker (1871–1959), läkare, professor
- Selma Wiklund af Klercker (1872–1923), skådespelare, gift med Georg af Klercker.
- Stig af Klercker (1904–1963), överste
- Tage af Klercker (1874–1966), generalmajor

## Stamträd (urval)
- Carl Natanael Klerck, adlad af Klercker (1734–1817),  general och friherre
  - Carl Ulrik af Klercker (1778–1828), militär och genealog
- Adolf Klerck, adlad och adopterad af Klercker (1746–1818), generalmajor
  - Echard af Klercker (1787–1869), major
    - Carl Edvard af Klercker (1822–1884), överstelöjtnant, militärattaché
      - John af Klercker (1866–1929), botanist och skriftställare
      - Karl-Anton af Klercker (1870–1950), kapten i väg- och vattenbyggnadskåren
        - Carl-Henrik af Klercker, (1903–1986), väg- och vattenbyggnadsingenjör

  - Gustaf Carl af Klercker (1789-1861), kapten
    - Gustaf Carl af Klercker (1829-1878), boktryckare, med ättlingar bland annat i USA

  - Göran af Klercker (1798–1843), kapten
    - Georg Nathanael af Klercker (1832–1904), konteramiral
    - Ernst Fredrik af Klecker (1842–1896), major
      - Fredrik af Klercker (diplomat) (1869–1941), diplomat
      - Kjell-Otto af Klercker (1871–1959), läkare, professor
        - Brita af Klercker (1906–2001), konstnär

      - Adolf Göran af Klercker (1872–1958), hovman, gift med Cecilia af Klercker (1869–1951)
      - Tage af Klercker (1874–1966), generalmajor
        - Bertil af Klercker (1910–1986), jurist, direktör

      - Georg af Klercker (1877–1951), skådespelare, manusförfattare, regissör
      - + Selma Wiklund af Klercker (1872–1923), skådespelare, gift med Georg af Klercker
      - Ernst af Klercker (1881-1955), generallöjtnant
        - Fredrik af Klercker (industriman) (1908–1969), industriman

  - Johan Christoffer af Klercker (1800–1864), överstelöjtnant
    - Nils af Klercker (1841–1897), ryttmästare
      - Johan af Klercker (1883–1933), ingenjör och sportjournalist
- Gustaf Fredrik Klerck, adlad och adopterad af Klercker (1751–1812), major, inga barn